# Экзархия
Экзархия (греч. Εξάρχεια) — один из центральных районов Афин. Граничит на востоке с районом Колонаки, окружён улицами Патисион, Панепистимиу, Солонос и проспектом Александрас. Район обслуживают несколько автобусных, троллейбусных маршрутов, а также станции Афинского метрополитена «Панепистимио», «Омония» и «Виктория».
В пределах района Экзархия расположены исторический корпус Афинского национального технического университета, Национальный археологический музей в Афинах, а также холм Стрефис. Жизнь района очень оживленная. Улицу Стурнари с многочисленными розничными магазинами компьютерной и цифровой техники часто называют Кремниевой долиной Греции. В Экзархии ещё действует старый кинотеатр Афин «Вокс».

## История
Район Экзархия создан между 1870 и 1880 годами, на тогдашней окраине города. Название происходит от имени купца Экзархоса (греч. Έξαρχος), который в этом районе открыл первый универсальный магазин в городе.
С тех пор район часто играл важную роль в общественной и политической жизни Греции. С Экзархии в ноябре 1973 года началось Восстание в Афинском Политехническом университете. Поскольку после падения «чёрных полковников» университеты пользуются правом экстерриториальности, оберегающим их от самовольного проникновения полиции, сейчас Экзархия известна как убежище афинских анархистов и других левых радикалов (крайних социалистов, антифашистов). Вместе с тем, здесь, в университетском квартале и центральном районе города, проживает много представителей интеллектуальной элиты греческой столицы.
В декабре 2008 года в Экзархии полицейский в схватке с подростками-анархистами застрелил 15-летнего Александроса Григоропулоса, что вызвало волну протестов по всей Греции и Западной Европе.
В 2019 году по инициативе правящей партии Новая демократия начались полицейские операции против анархистов и мигрантов.

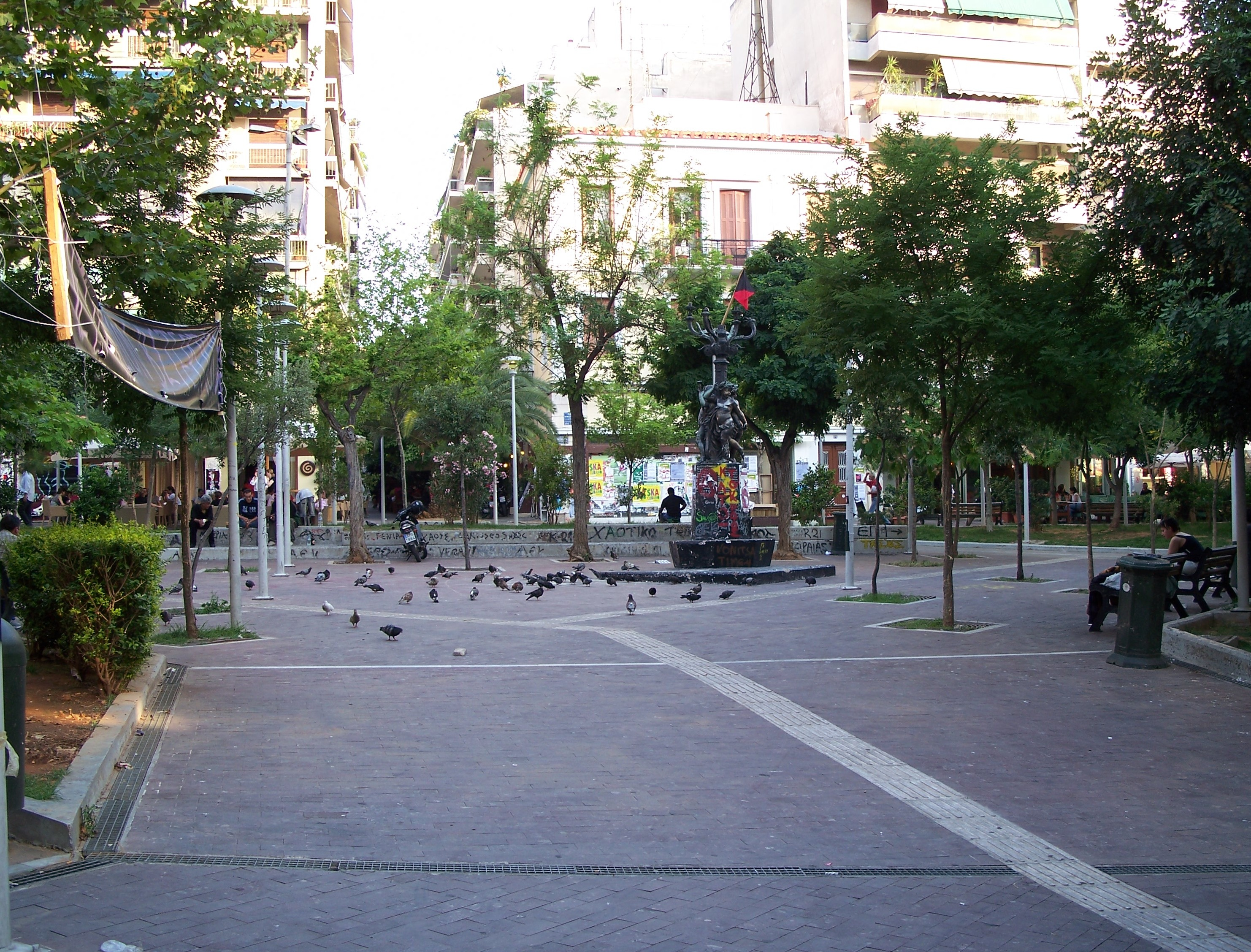
Центральная площадь, 2007 год
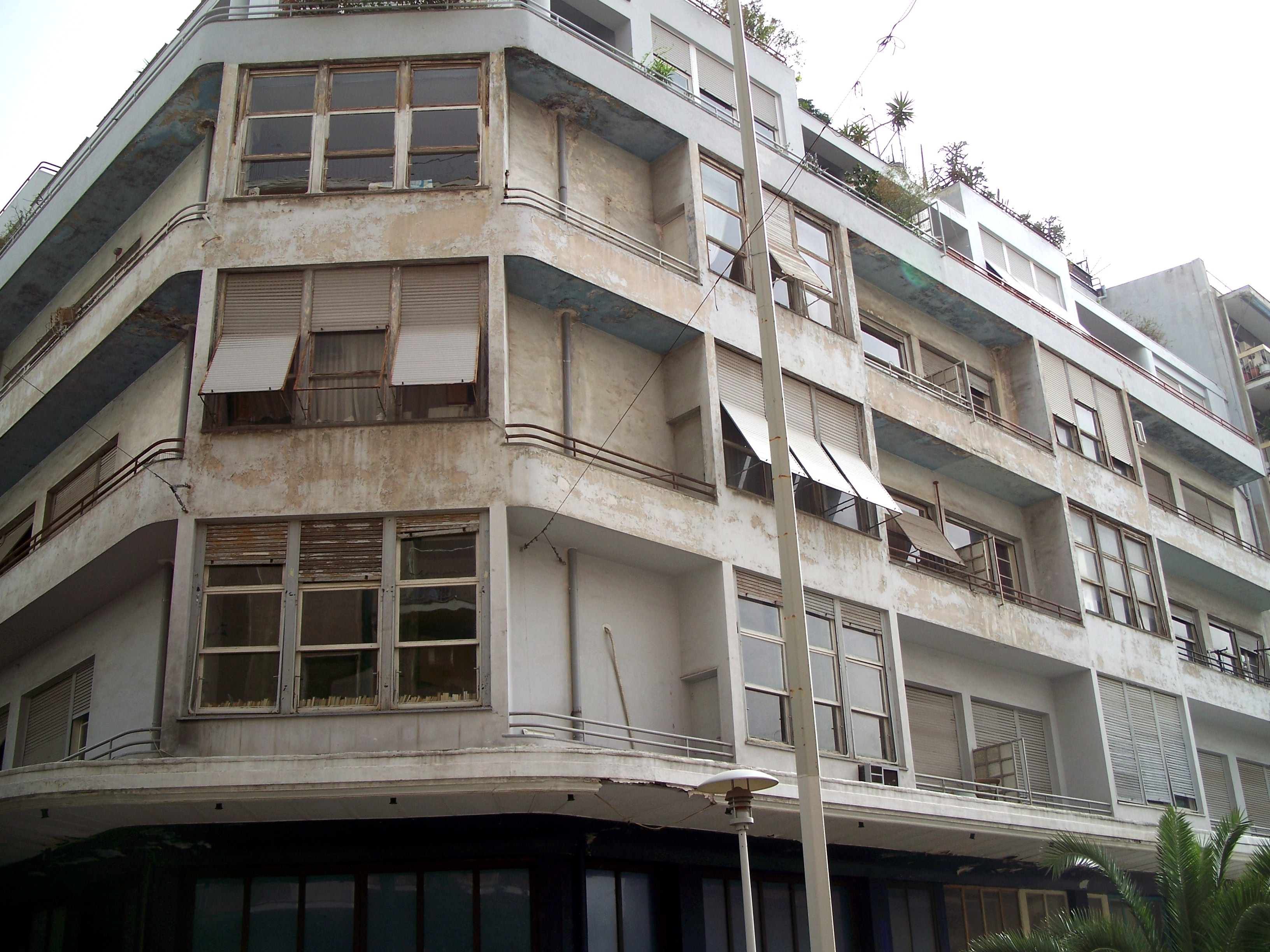
Голубое здание, 1932-33 гг, архитектор Кириакос Панайотакис
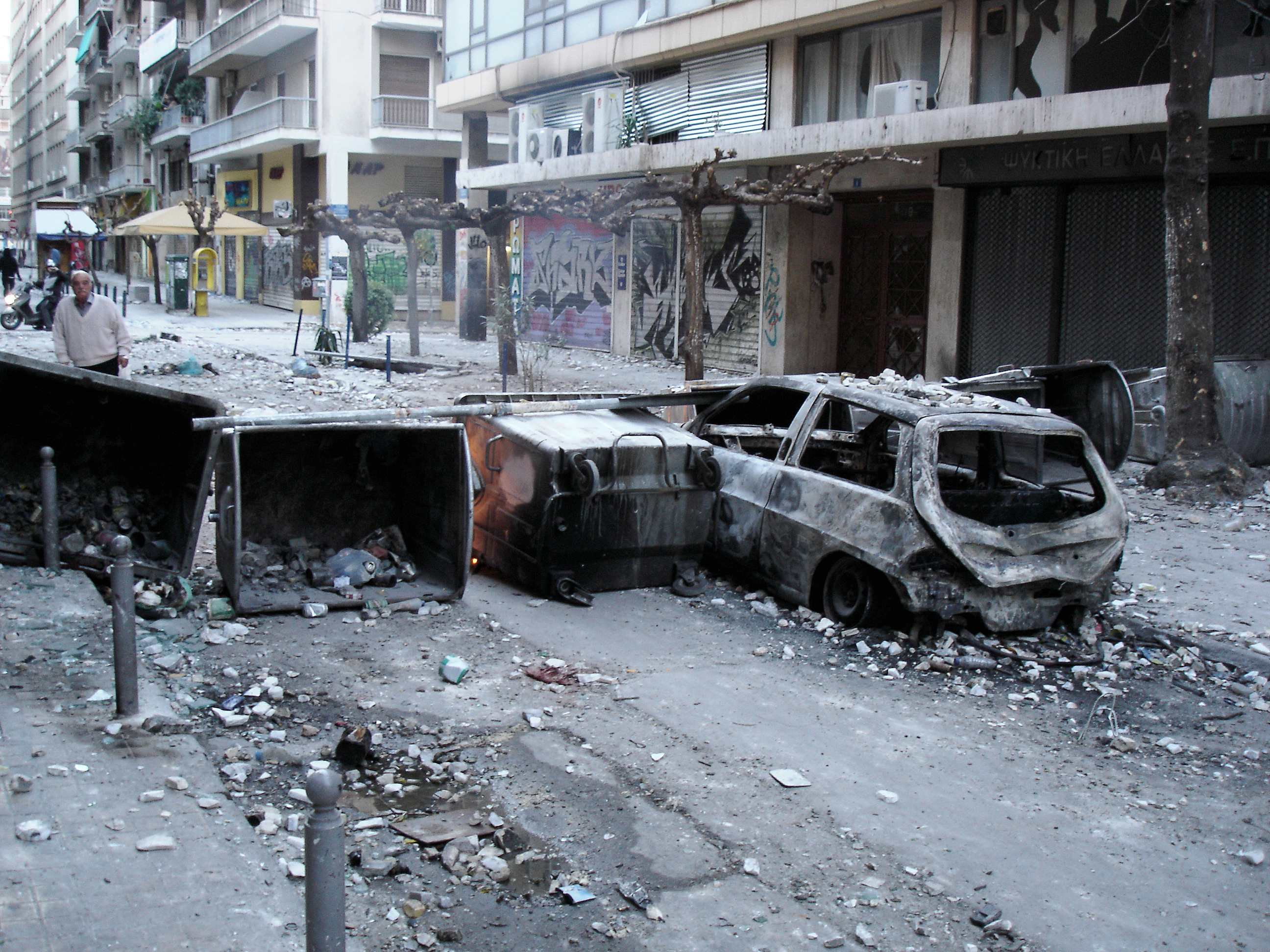
Экзархия во время беспорядков 2008 г.